# Jomfruhinde
Hymen, også kaldet jomfruhinde, mødomshinde, kønskrans, skedekrans eller blot mødom, er en slimhinderand omkring den eksterne skedeåbning. En almindelig misforståelse er, at hymen skulle være placeret et sted oppe i skeden. Den er en del af de eksterne kønsorganer. Selvom den ofte omtales som "jomfruhinde" er den i virkeligheden en ring med en åbning, hvis form og størrelse kan variere fra kvinde til kvinde, og som kan udvides, bedre beskrevet som en skedekrans. I 2013 lancerede to jordemødre udtrykket kønskrans i stedet for den misvisende betegnelse jomfruhinde.
Hymen er således ikke en hinde eller en membran som brister ved første penetrerende samleje, brug af tampon, eller anden indsættelse af et objekt. Det kan dog dannes små sprækker i den, hvis der er noget der penetrerer skeden kraftfuldt, eller hvis der ikke er nok fuktighed i skeden ved penetration. En rift kan medføre en lille blødning. Langt de fleste bløder ikke når de har penetrerende sex første gang.
Jomfruhinden har ingen kendt anatomisk funktion, men i samfund, der værdsætter jomfruelighed, fungerer jomfruhinden gerne som indikation på, om pigen er jomfru ved ægteskab. I tilfælde hvor en kvinde gerne vil fremstå som jomfru, kan hun få foretaget en mødomsrekonstruktion; et indgreb, der syr skedekransen sammen så en del af den kan rives væk når skedeåbningen penetreres. Eftersom hymen ikke er en hinde, er det ikke muligt at se om en kvinde er jomfru eller ej, på denne måde. Indgrebet er ulovligt at udføre i Danmark.
Udtrykket at "blive smedet i hymens lænker", som en billedlig beskrivelse af at blive gift, refererer til den oldgræske gud for ægteskab, Hymenaios, som også har givet navn til "hymen" for jomfruhinde – men som udtrykket ikke har noget direkte med at gøre.

## Typer
Der er en række forskellige former skedekranse kan antage, nogle mere almindelige end andre. I omkring 1 ud af hver 10.000 piger er hinden fuld uden nogen åbning overhovedet – hvilket i nogle tilfælde kan give store smerter når den åbnes. Dette benævnes som en hymen imperforatus, og vil ikke automatisk rette sig selv op før puberteten, hvorfor en læge må lave et hul i jomfruhinden, for at tillade menstruationsblod at slippe ud. En sådan hymenektomi kan også være nødvendig, hvis jomfruhinden er udsædvanlig tyk eller uelastisk, da det ellers kan hindre samleje.
Jomfruhindes form er lettest at observere i piger i alderen efter babystadiet og før puberteten, da den her er tynd og mindre tilbøjelig til at være foldet over sig selv.
Til beskrivelse af hindeformen bruges gerne viserpositionerne på et ur. Med pigen liggende på ryggen vil klokken 12 være øverst under urinrøret og klokken 6 være nederst i retning af anus.
De mest almindelige hindeformer er:
- En vandretliggende halvmåneform: bredest jomfruhinde ved 6, gradvist aftagende mod 9 og 3, og intet hindemateriale ved 12.
- En cirkulær form, hvor jomfruhinden former en ring omkring skedeåbningen. Specielt almindelig ved nyfødte[8]
- Sammenfoldet over sig selv, nogle gange i flere lag, hvilke kan få den til at stikke ud. Mest almindeligt ved nyfødte og omkring puberteten pga. højere østrogenindhold i kroppen[9]; kan kombineres med andre typer, så som "cirkulær og sammenfoldet".

Mindre almindelige former:
- Fliget: med irregulær kant mod hindeåbningen; mere sandsynlig ved en alder hvor østrogen er til stede.
- Strengformet: hvor hinden har en eller flere strenge, der strækker sig over hindeåbningen.
- Hullet: hvor hinden fuldstændig dækker skedeåbningen, men er gennembrudt af flere små huller.
- Vertikal: hvor hinden har en åbningen, der går fra position 12 til 6, og kan se ud som et tredje sæt skamlæber.
- Imperforatus: hvor hinden fuldkommen dækker skedeåbningen. Vil kræve mindre indgreb før puberteten, for at lade menstruationsblod passere.

## Briste
Skedekransen (jomfruhinden) er meget elastisk, og de fleste eksperter på området mener ikke, at den kan briste eller tage skade af helt almindelig gymnastik eller sport, ej heller af hesteridning eller cykling, selv hvis man af uheld skulle ramme hårdt ned på cykelstangen.
Jomfruhinden kan kun briste (eftersom det ikke er en hinde men en krans) ved at indsætte noget i skeden, f.eks. ved brug af tampon, eller ved indsættelse af fingre eller dildo under onani, eller ved samleje.

## Jomfruhinde i andre dyr
Mennesket er ikke alene om at have en jomfruhinde. En række andre pattedyr er ligeledes indrettet:
- Chimpanser
- Elefanter
- Flagermus
- Galagoer
- Heste
- Hunde
- Katte
- Lamaer
- Lemurer
- Marsvin
- Muldvarpe
- Rotter
- Søkøer
- Sæler
- Tandhvaler